# Nanchangosaurus
Nanchangosaurus suni, Nanchangosauridae
Famille
Genre
Espèce
Nanchangosaurus est un genre éteint de diapsides aquatiques, découvert dans la formation de Daye, en Chine, où il a vécu au cours du Trias inférieur il y a environ entre 251,904 ± 0,024 et 246,7 Ma (millions d'années).
Une seule espèce est rattachée au genre : Nanchangosaurus suni.

## Étymologie
Son nom de genre dérive du nom de la ville-préfecture de Nanchang, près de laquelle le premier fossile a été trouvé, associé au grec ancien « saûros » qui signifie « lézard » pour donner « lézard de Nanchang ».

## Description

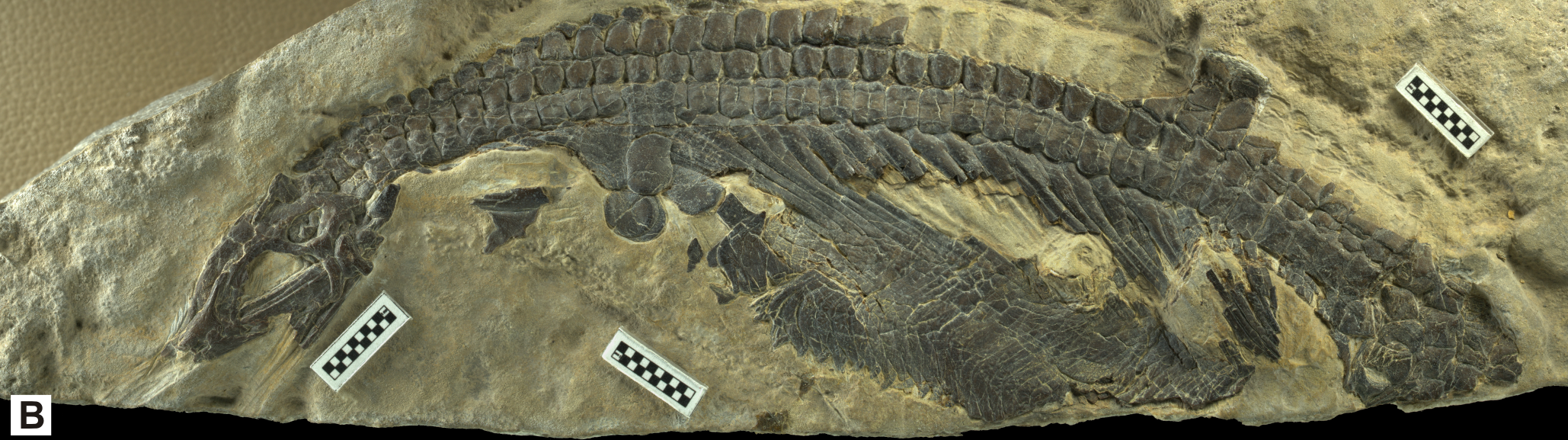
Fossile de Nanchangosaurus suni.

Il mesurait jusqu'à 1 mètre de long. Sa corps fusiforme rappelle celui des ichthyosaures et des crocodiliens, mais n'appartient à aucun de ces deux groupes. 
Ses membres sont en forme de pagaie avec les antérieurs plus longs que les postérieurs. Il a une queue de type crocodilien bien adaptée à la nage. Il avait plaques osseuses sur son dos, comme un alligator, mais aussi un long museau avec des mâchoires portant de nombreuses  dents, comme un ichthyosaure ou un dauphin de rivière.

## Classification
Il est rattaché à l'ordre des Hupehsuchia dans lequel la famille des Nanchangosauridae qui a été créée pour lui a été placée. Il ressemble beaucoup au genre Hupehsuchus qui est considéré comme son groupe frère.